# Isoflavone 3'-idrossilasi
La isoflavone 3'-idrossilasi è un enzima appartenente alla classe delle ossidoreduttasi, che catalizza la seguente reazione:
formononetina + NADPH + H+ + O2 ⇄ calicosina + NADP+ + H2O
L'enzima è una proteina eme-tiolata (P-450). Agisce anche sulla biocianina A e su altri isoflavoni con un gruppo 4'-metossi. Coinvolto nella biosintesi delle fitoalessine della pterocarpina, medicarpina e maackiaina.